# Взятие Ваны
Взятие Ваны — один из эпизодов Вазиристанской войны.
В марте 2004, в зоне Племён вспыхнула война за создание независимого от Пакистана государства Исламский Эмират Вазиристан. Пакистанские правительственные войска оказались перед приблизительно 400 бойцами Талибана, скрывавшимися в нескольких укрепленных позициях.
Считалось, что среди защитников Ваны был представитель Усамы бин Ладена Айман аз-Завахири, но либо он вышел из окружения, либо информация оказалась неверной.

## Сражение
16 марта 2004, пакистанская армия впервые вступила в бой с силами Талибана Южном Вазиристане.
Два дня спустя, 18 марта 2004, начали появляться сообщения[где?], что пакистанские вооруженные силы окружили цель «высокой значимости», возможно эта цель — заместитель командующего Аль-Каиды доктор аз-Завахери. Однако, и пакистанский и американский военные отказался подтвердить или отрицать присутствие Завахери. Пакистанские вооруженные силы окружили горный опорный пункт, где бойцы Талибана уже успели хорошо окопаться. Завязался тяжелый бой, не раз соединённым армиям приходилось отступать. На территории сражения были обнаружены туннели, которые вели в Афганистан.
20 марта 2004, пакистанские войска сообщили о наблюдении передислокации войск Талибана и выход их части из окружения.
К 23 марта 2004, военная операция была закончена, и армии удалось взять все позиции борцов Талибана, но высокой ценой. 49 солдат армии и 55 бойцов Талибана были убиты, и 33 солдата были ранены. 149 борцов Талибана были взяты в плен, но также и 11 пакистанских солдат были захвачены силами Талибана.
28 марта 2004 были освобождены все солдаты пакистанской армии.